# Megarthrus mirabilis
Espèce
Megarthrus mirabilis est une espèce de coléoptères de la famille des Staphylinidae et de la sous-famille des Proteininae.

## Répartition et habitat
Cette espèce est décrite de Taïwan.

## Systématique
Le nom valide complet (avec auteur) de ce taxon est Megarthrus mirabilis Cuccodoro, 2011.

## Publication originale
- (en) Giulio Cuccodoro, « Megarthrus of Taiwan, with notes on phylogenetic relationships within the genus (Coleoptera: Staphylinidae: Proteininae) », Studies and Reports. Taxonomical Series, vol. 7,‎ 2011, p. 25-92 (ISSN 1805-5648, lire en ligne).